# El Vilosell
El Vilosell ist eine katalanische Gemeinde in der Provinz Lleida im Nordosten Spaniens mit 194 Einwohnern (Stand: 2024). Sie ist Teil der Comarca Garrigues.

## Geographische Lage
El Vilosell liegt etwa 39 Kilometer südöstlich von Lleida in einer Höhe von 665 m. 

## Bevölkerungsentwicklung
| Jahr      | 1970 | 1981 | 1991 | 2001 | 2011 | 2021 |
| Einwohner | 286  | 225  | 214  | 192  | 203  | 192  |

## Sehenswürdigkeiten
- Burganlage von El Vilosell

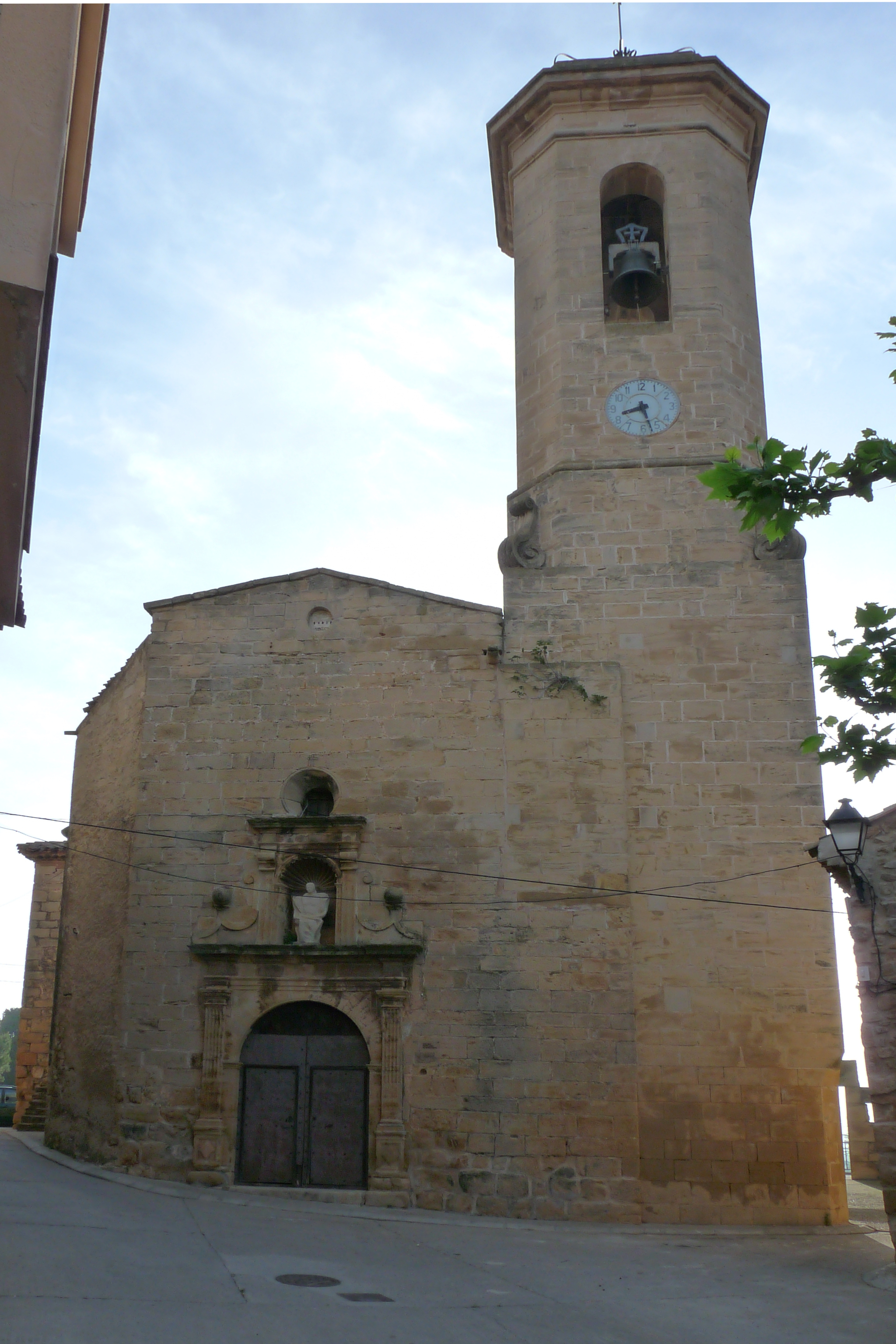
Marienkirche
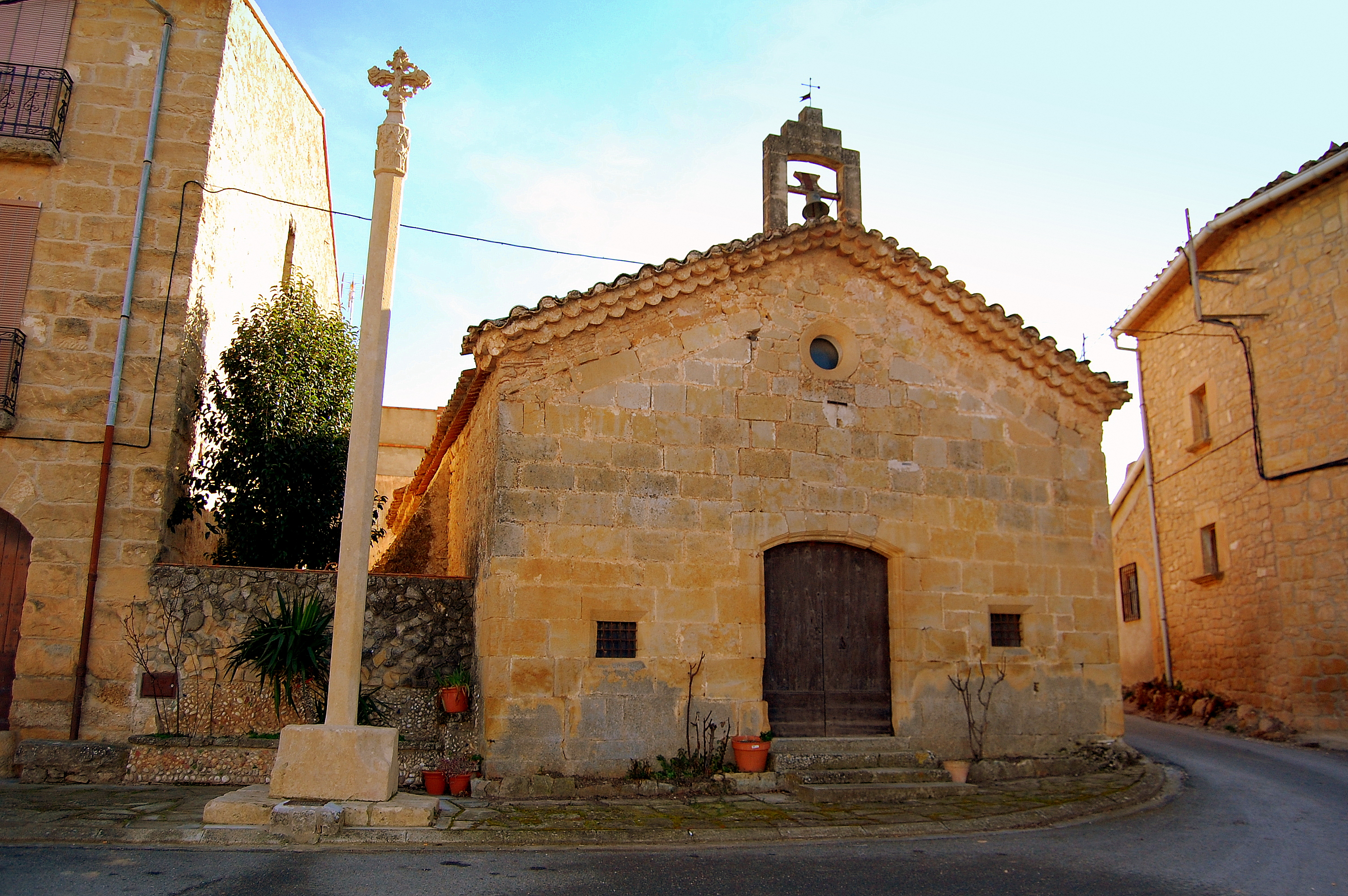
Sebastianuskapelle
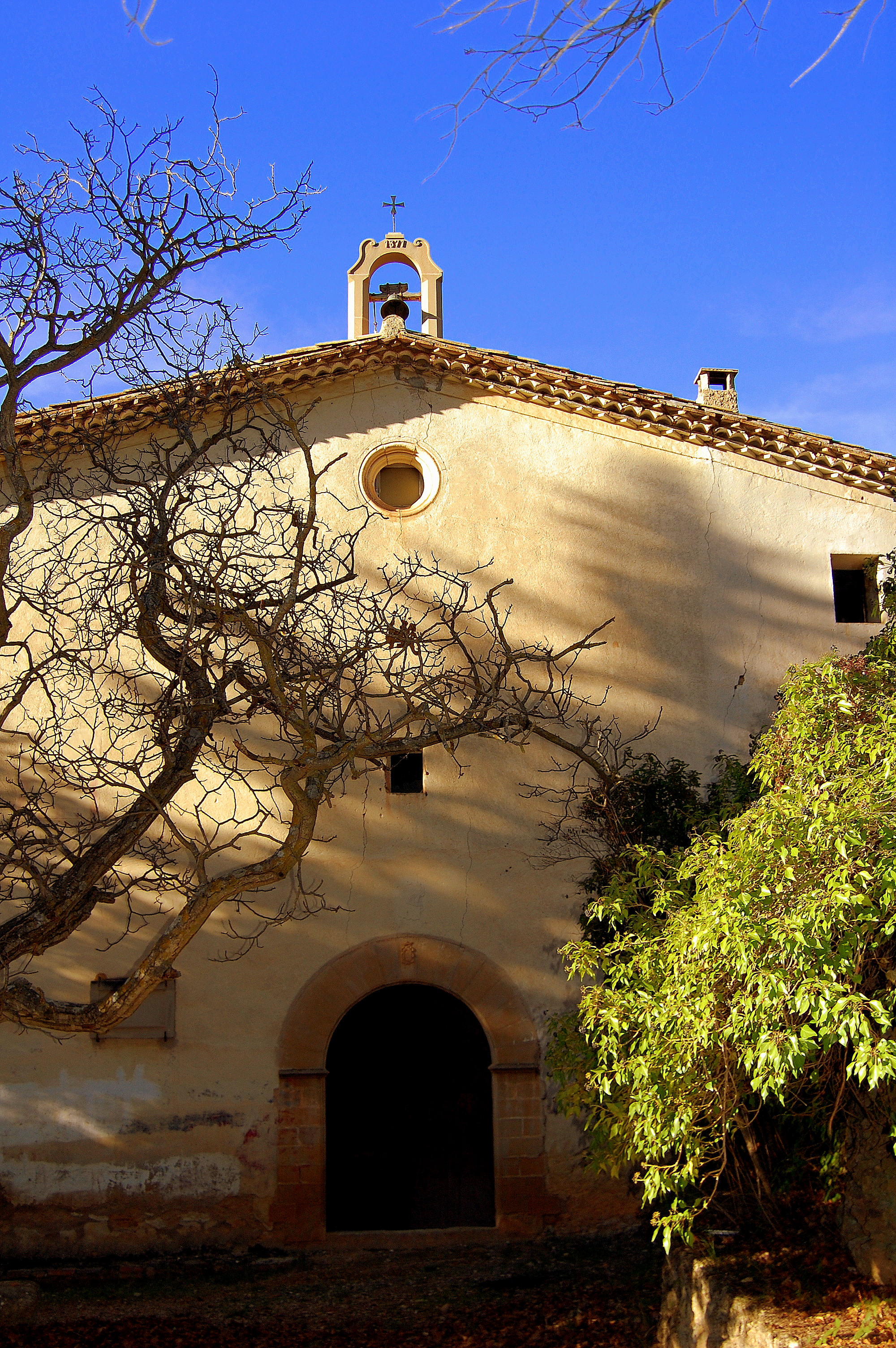
Michaeliskapelle

- Marienkirche
- Sebastianuskapelle
- Michaeliskapelle

## Persönlichkeiten
- Josep Caixal i Estradé (1803–1879), Bischof von Urgell